# Ian Wallace (drummer)

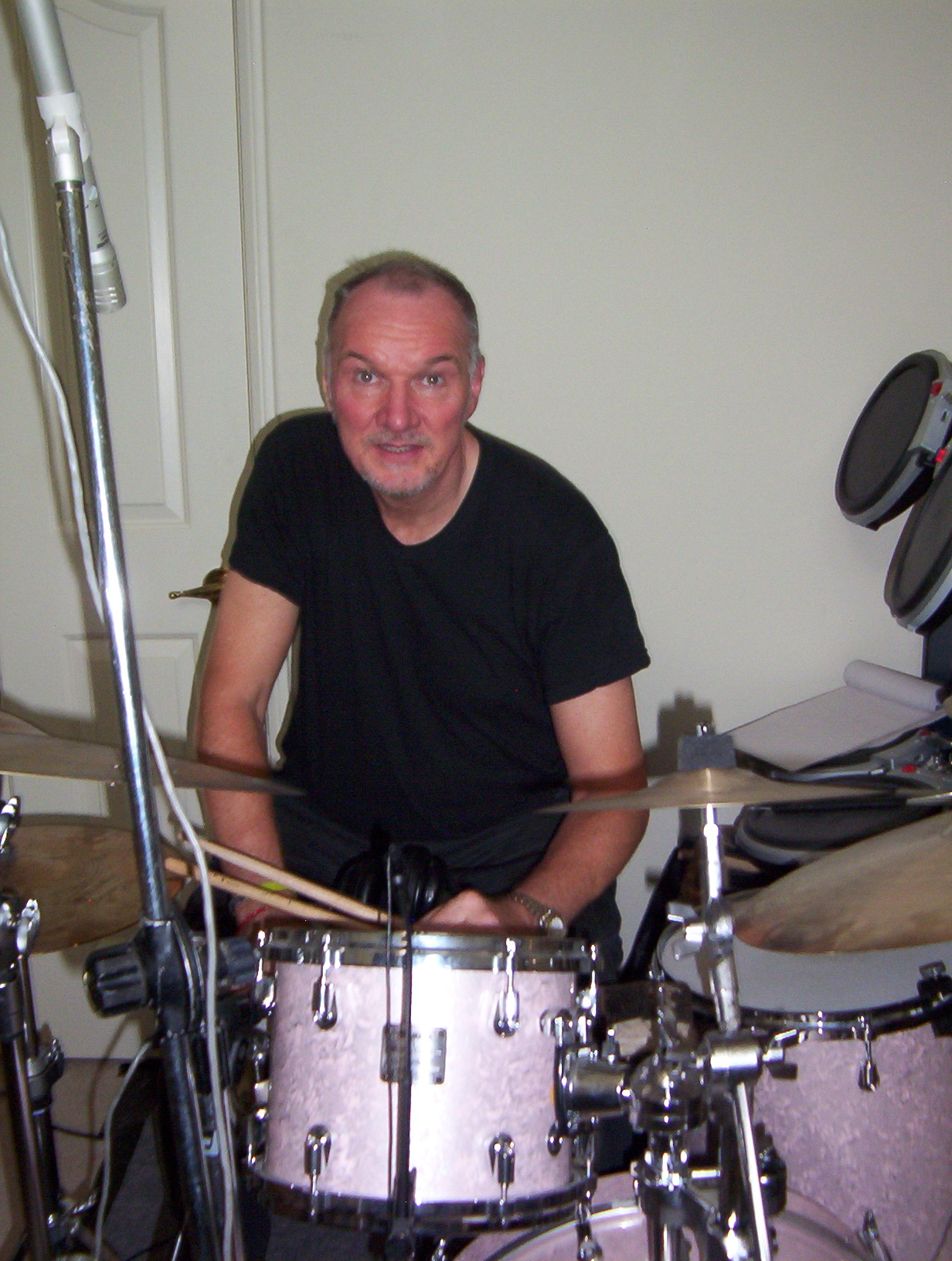
Ian Wallace tijdens een optreden van Alexis Korner in november 1972.

Ian Russell Wallace (Bury (Engeland), 29 september 1946 – Los Angeles, 22 februari 2007) was een drummer op het gebied van rock en jazz. Hij is voornamelijk bekend als kortstondig (1971-1972) drummer bij King Crimson.

## Biografie
Zijn eerste muziekgroep was een schoolbandje genaamd The Jaguars. Zijn eerste bekende band was The Warriors, een voorloper van Yes, want ook Jon Anderson was van de partij (in november 1968 speelde Wallace zelfs zeer kort in Yes, omdat diens vaste drummer Bill Bruford uitviel). Wallace' nieuwe vaste band werd echter Big Sound, die voornamelijk in Scandinavië populair was, want ze begeleidde de Deense zanger Nalle. De overgang ging geleidelijk want The Warriors en Big Sound traden soms samen op; toen de bassist en de drummer van The Warriors opstapten, stapten Wallace en Dave Foster in. In 1967 was het einde oefening voor Big Sound en Wallace vertrok naar Londen alwaar hij ging spelen bij Sandie Shaw, David Garrick, Marv Johnson en Lou Christie.
Vervolgens waren het bands als Bonzo Dog Doo Dah Band van Vivian Stanshall, Neil Innes en dan voor twee jaar King Crimson. Het enige studioalbum van die band met Wallace zou Islands zijn, gevolgd door het (algemeen erkende) bar slechte livealbum Earthbound. Wallace vormde toen een ritmesectie met Boz Burrell. In mei 1972 was het exit King Crimson, Wallace ging samen met Boz en Mel Collins werken voor Alexis Korners Snape. Boz vertrok later naar Bad Company, Collins naar Camel.
Als liefhebber van wat stevige muziek kon hij vervolgens aan de slag bij Peter Frampton (1975) en weer later bij Bob Dylan (album Street legal, 1978). Dylans bassist Rob Stoner typeerde hem als "The man had a beat like a cop" (de man slaat als een agent). In 1979 schoof hij door naar Ry Cooder en daarna naar Don Henley, maar hij ging deels ook als studiomuzikant werken. El Rayo-X, Bonnie Raitt, Joe Walsh, Johnny Hallyday, Keith Emerson, Roy Orbison, Jackson Browne, de Traveling Wilburys, Eric Clapton, Jon Anderson (wederom dus), Alvin Lee, Crosby, Stills & Nash, the Quireboys, Brian Eno, Larry Coryell, Stevie Nicks, Lindsey Buckingham, Steve Marriott, Badger, Al Kooper, Tim Buckley, Lonnie Mack, Procol Harum (1993) en Warren Zevon maakten van zijn diensten gebruik.
Met leden uit al die begeleidingsbands richtte hij in Los Angeles The Teabags op met daarin Peter Banks (ex-Yes), Jackie Lomax (ex-Badger), David Mansfield, Kim Gardner (ex-Badger) en Graham Bell. Tot een album kwam het niet.   
In de 21e eeuw verscheen hij in 21st Century Schizoid Band, waarin hij opnieuw Michael Giles verving (in 1971 was dat ook al zo) en nam zijn enige soloalbum op, Happiness with minimal side effects. In 2005 richtte hij het Crimson Jazz Trio op met Tim Landers op bas en Jody Nardone op piano. Dat gezelschap gaf twee albums uit: King Crimson Songbook Volume One (november 2005) en postuum King Crimson Songbook Volume Two (lente 2009).
Postuum omdat in augustus 2006 bij Wallace slokdarmkanker werd geconstateerd. Zijn gezondheidstoestand kon via een blog gevolgd worden, maar in 2007 verloor hij de strijd op 60-jarige leeftijd, zijn vrouw Marjorie Pomeroy achterlatend.

## Discografie
- 1970: The World – Lucky Planet
- 1971: King Crimson – Islands
- 1972: Billy Burnette – Billy Burnette
- 1973: Alexis Korner & Snape – Accidentally Born in New Orleans
- 1973: Jackson Heights – Bump & Grind
- 1973: Alvin Lee & Mylon LeFevre – Road to Freedom
- 1973: Esther Phillips – Black-Eyed Blues
- 1974: Alexis Korner – Alexis Korner
- 1974: Big Jim Sullivan – Big Jims Back
- 1974: Alvin Lee – In Flight
- 1974: Alexis Korner – Mr. Blues
- 1974: Alexis Korner – Snape Live on Tour
- 1975: Steve Marriott – Marriott
- 1975: Alvin Lee – Pump Iron!
- 1978: Bob Dylan – Street-Legal
- 1979: Bob Dylan – Bob Dylan At Budokan
- 1981: Ronnie Wood – 1234
- 1981: David Lindley – El Rayo-X
- 1982: Don Henley – I Can't Stand Still
- 1982: David Lindley & El Rayo-X – Win This Record
- 1983: Jon Anderson – Animation
- 1983: Stevie Nicks – Wild Heart
- 1984: Don Henley – Building the Perfect Beast
- 1986: Graham Nash – Innocent Eyes
- 1986: Jackson Browne – Lives in the Balance
- 1986: Bonnie Raitt – Nine Lives
- 1988: Traveling Wilburys – Traveling Wilburys, Vol. 1
- 1989: Roy Orbison – Mystery Girl
- 1990: London Quireboys – Little Bit of What You Fancy
- 1995: Alvin Lee & Ten Years After – Pure Blues
- 1995: Joe Walsh – Robocop: The Series Soundtrack
- 1996: Johnny Hallyday – Destination Vegas
- 2000: Billy Burnette – Are You With Me Baby
- 2000: Alvin Lee & Ten Years After – Solid Rock
- 2001: Rodney Crowell – Houston Kid
- 2003: The Warriors – Bolton Club '65
- 2003: Ian Wallace – Happiness With Minimal Side Effects
- 2005: Fission Trip – Fission Trip, Volume One
- 2005: Adrian Belew – Side One
- 2005: Crimson Jazz Trio – King Crimson Songbook, Volume One
- 2006: 21st Century Schizoid Band – Pictures of a City: Live in New York
- 2007: Steve Marriott's All Stars – Wam Bam
- 2009: Crimson Jazz Trio – King Crimson Songbook, Volume Two